# Chalé de los Sevilla
El edificio conocido como Chalé de los Sevilla situado en Arnedo (La Rioja, España), era una obra del segundo tercio del siglo XX, construido según el proyecto del arquitecto riojano Agapito del Valle, y constituía el mejor exponente de la arquitectura racionalista en vivienda unifamiliar en La Rioja.
El chalé fue demolido en 2011 para la construcción de una rotonda entre las carreteras LR-115 y LR-123.

## Descripción
El chalé estaba compuesto por una casa, edificación aislada situada en el ángulo NW de la parcela destinada a vivienda unifamiliar, y el espacio libre que la rodeaba. La casa constaba de semisótano, planta baja ligeramente elevada con dos terrazas una al sur y otra al este, planta primera, de dimensiones más reducidas que la planta baja dando lugar a una amplia terraza en esta planta, y sobre ella la planta segunda conformada por el cuerpo de escalera y por una terraza cubierta parcialmente. La escalera arrancaba de la planta baja y estaba situada en el centro de la edificación.
Su sistema estructural era de hormigón armado. Igualmente de hormigón, los ligeros vuelos que acompañaban a las ventanas o los que protegían las terrazas. Las fachadas tenían un acabado de revoco de mortero y pintura y el acabado exterior de la escalera se realizaba a base de baldosas de vidrio translúcido moldeado (pavés), con algunos de sus elementos coloreados. La cubierta era plana. El Chalé de los Sevilla se presentaba al exterior con una imagen de gran contención ornamental, excepto el gesto decorativo, a modo de abanico, de referencias «art decó», que remataba el volumen de la escalera.
El resto de la parcela estaba ocupada por un frontón, una zona ajardinada y una zona libre pavimentada.